# Corrupció policial
La corrupció policial és una forma de mala praxi policial en què els agents de l'ordre trenquen el seu contracte social i abusen del seu poder per a benefici personal o del departament. L'abast de la definició varia entre diferents autors. Generalment s'accepta que la corrupció policial implica un cert abús d'autoritat, ja sigui perquè la policia comet actes criminals protegint-se amb aquesta autoritat o perquè la seva posició de poder és utilitzada per donar serveis a canvi de diners. La corrupció policial inclou també actes que no són necessàriament criminals, com ara acceptar propines o favors; que no impliquen una oferta de serveis, com ara l'absència d'actuar quan s'hauria de fer; o que no impliquen l'intercanvi de diners. Segons una definició inclusiva, la corrupció policial és l'exercici o la manca d'exercici de l'autoriat fet amb la intenció principal d'aconseguir un avantatge personal o corporatiu.
Una forma comuna de corrupció policial consisteix a demanar o acceptar suborns a canvi de no informar de casos de tràfic de drogues o relacionats amb la prostitució i altres activitats il·legals. Un altre exemple és el de policies que desobeeixen el codi de conducta de la policia amb la finalitat d'assegurar la condemna de sospitosos, per exemple a través de l'ús de proves falsificades. Més rarament, els agents de policia poden participar deliberadament i sistemàtica en el crim organitzat ells mateixos.
La corrupció dins dels òrgans policials es pot separar entre la corrupció administrativa, si té a veure només amb la gestió de recursos humans i materials i, per tant, és similar a la que pot tenir lloc en altres institucions públiques, i la corrupció operativa, és a dir, aquella relacionada amb el medi extern a la institució i que pot incloure, per exemple, acceptar o demanar diners per evitar una multa o detenció, extraviar proves o produir-ne de falses o protegir delinqüents.
Tot acte de corrupció policial constitueix un acte d'abús d'autoritat, ja que qui la comet s'aprofita de la seva posició i el poder associat que té.